# Najtolj
Najtolj (njemački: Neutal, mađarski: Sopronújlak) je naseljeno mjesto i općina u austrijskoj saveznoj državi Gradišće, administrativno pripada Kotaru Gornja Pulja.

## Stanovništvo
Najtolj prema podacima iz 2010. godine ima 1.050 stanovnika. Naselje je 2001. godine imao 1.027 stanovnika od čega 11 Hrvata, 983 Nijemaca, 6 Slovaka, 1 Čeha i 26 ostalih.

## Vanjske poveznice
- Internet stranica naselja